# فابريزيو موري
فابريزيو موري (بالإيطالية: Fabrizio Mori)‏ مواليد 28 يونيو 1969 في ليفورنو، هو قافز حواجز إيطالي سابق كان متخصصا في 400 متر حواجز. أفضل رقم شخصي له هو 47.54 (400 م). مثل بلاده في الأولمبياد. فاز بالميدالية الذهبية في بطولة العالم لألعاب القوى.

## الميداليات
| الميدالية | المسابقة                        |
| --------- | ------------------------------- |
| ذهبية     | بطولة العالم لألعاب القوى 1999  |
| فضية      | بطولة العالم لألعاب القوى 2001  |
| برونزية   | بطولة أوروبا لألعاب القوى 1998  |
| فضية      | ألعاب البحر الأبيض المتوسط 1991 |
| برونزية   | ألعاب البحر الأبيض المتوسط 1997 |

## روابط خارجية
- فابريزيو موري على موقع الاتحاد الدولي لألعاب القوى (الإنجليزية)
- فابريزيو موري على موقع الاتحاد الإيطالي لألعاب القوى (الإيطالية)
- فابريزيو موري على موقع اللجنة الأولمبية الدولية (الإنجليزية)
- فابريزيو موري على موقع أوليمبيديا (الإنجليزية)